# Armeria arcuata
Armeria arcuata  är en triftväxtart som beskrevs av Friedrich Welwitsch, Pierre Edmond Boissier och Georges François Reuter. Armeria arcuata ingår i släktet triftar, och familjen triftväxter.
Inga underarter finns listade i Catalogue of Life.